# Matthew Fox
Matthew Fox (født 14. juli 1966) er en amerikansk skuespiller, kendt fra både tv-serier og fuldlængde spillefilm. Fox er bedst kendt for sin de facto-hovedrolle som Jack Shephard i American Broadcasting Companys hitserie Lost.

## Filmografi

### Film
- My Boyfriend's Back .. som Buck van Patten (1993)
- We Are Marshall .. som Red Dawson (2006)
- Smokin' Aces .. som Super Security Bill (cameo) (2007)
- Vantage Point .. som Kent Taylor (2008)
- Speed Racer .. som Racer X (2008)

### Tv
- Wings som Tv Warner (1992)
- Freshman Dorm som Danny Foley (1992)
- Vi bli'r i familien som Charlie Salinger (1994 – 2000)
- Behind The Mask James Jones (1999)
- Haunted som Frank Taylor (2002)
- Lost som Jack Shephard (2004 – (2010))
- Saturday Night Live som vært (2006)